# Episodi di Secret City (seconda stagione)
La seconda stagione della miniserie televisiva Secret City: Under the Eagle sono stati trasmessi in Australia su Foxtel dal 4 marzo 2019.
| n° | Titolo originale         | Titolo italiano            | Prima TV originale | Pubblicazione in italiano |
| -- | ------------------------ | -------------------------- | ------------------ | ------------------------- |
| 1  | Run Little Rabbit        | Il Coniglio                | 4 marzo 2019       | 2019                      |
| 2  | The War Zone             | La zona di guerra          | 4 marzo 2019       | 2019                      |
| 3  | Pale Horse               | Pale Horsec                | 4 marzo 2019       | 2019                      |
| 4  | Broken Bird              | L'imboscata                | 4 marzo 2019       | 2019                      |
| 5  | For Whom the Bell Tolls  | Per chi suona la campana   | 4 marzo 2019       | 2019                      |
| 6  | Two Cheers for Democracy | Due urrà per la democrazia | 4 marzo 2019       | 2019                      |